# Grande Prêmio da Alemanha de Motovelocidade de 2007
O Grande Prêmio da Alemanha de 2007 foi a décima etapa do mundial de MotoGP de 2007. Aconteceu no fim de semana de 13 a 15 de julho nos 3.671 km de Sachsenring.

## MotoGP
| Pos | Grid | País | Piloto           | Moto     | Voltas | Tempo      |
| --- | ---- | ---- | ---------------- | -------- | ------ | ---------- |
| 1   | 2    |      | Dani Pedrosa     | Honda    | 30     | 41:53.196s |
| 2   | 7    |      | Loris Capirossi  | Ducati   | 30     | +13.166s   |
| 3   | 14   |      | Nicky Hayden     | Honda    | 30     | +16.771s   |
| 4   | 13   |      | Colin Edwards    | Yamaha   | 30     | +18.299s   |
| 5   | 1    |      | Casey Stoner     | Ducati   | 30     | +31.426s   |
| 6   | 3    |      | Marco Melandri   | Honda    | 30     | +31.917s   |
| 7   | 5    |      | John Hopkins     | Suzuki   | 30     | +33.395s   |
| 8   | 12   |      | Anthony West     | Kawasaki | 30     | +41.194s   |
| 9   | 16   |      | Alex Hofmann     | Ducati   | 30     | +43.214s   |
| 10  | 17   |      | Michel Fabrizio  | Honda    | 30     | +44.459s   |
| 11  | 11   |      | Chris Vermeulen  | Suzuki   | 30     | +1:01.894s |
| 12  | 19   |      | Kurtis Roberts   | KR       | 30     | +1:10.721s |
| 13  | 18   |      | Makoto Tamada    | Yamaha   | 28     | +2 voltas  |
| 14  | 15   |      | Carlos Checa     | Honda    | 27     | +3 voltas  |
| ret | 4    |      | Randy de Puniet  | Kawasaki | 29     | abandono   |
| ret | 10   |      | Shinya Nakano    | Honda    | 19     | abandono   |
| ret | 8    |      | Alex Barros      | Ducati   | 9      | acidente   |
| ret | 6    |      | Valentino Rossi  | Yamaha   | 5      | acidente   |
| ret | 9    |      | Sylvain Guintoli | Yamaha   | 3      | acidente   |

## 250 cc
| Pos | Grid | País | Piloto              | Moto    | Voltas | Tempo      |
| --- | ---- | ---- | ------------------- | ------- | ------ | ---------- |
| 1   |      |      | Hiroshi Aoyama      | KTM     | 29     | 41:16.191s |
| 2   |      |      | Mika Kallio         | KTM     | 29     | +0.119s    |
| 3   |      |      | Alex de Angelis     | Aprilia | 29     | +0.274s    |
| 4   |      |      | Jorge Lorenzo       | Aprilia | 29     | 0.579s     |
| 5   |      |      | Lorenzo Dovizioso   | Honda   | 29     | +1.296s    |
| 6   |      |      | Hector Barbera      | Aprilia | 29     | +11.851s   |
| 7   |      |      | Marco Simoncelli    | Gilera  | 29     | +17.308s   |
| 8   |      |      | Yuki Takahashi      | Honda   | 29     | +22.309s   |
| 9   |      |      | Thomas Luthi        | Aprilia | 29     | +28.858s   |
| 10  |      |      | Roberto Locatelli   | Gilera  | 29     | +35.983s   |
| 11  |      |      | Aleix Espargaro     | Aprilia | 29     | +37.377s   |
| 12  |      |      | Shuhei Aoyama       | Honda   | 29     | +42.211s   |
| 13  |      |      | Dirk Heidolf        | Aprilia | 29     | +51.095    |
| 14  |      |      | Alex Baldolini      | Aprilia | 29     | +53.416s   |
| 15  |      |      | Jules Cluzel        | Aprilia | 29     | +55.996s   |
| 16  |      |      | Taro Sekiguchi      | Aprilia | 29     | +56.105s   |
| 17  |      |      | Alvaro Bautista     | Aprilia | 29     | +1:07.435s |
| 18  |      |      | Fabrizio Lai        | Aprilia | 29     | +1:09.728s |
| 19  |      |      | Ratthapark Wilairot | Honda   | 29     | +1:17.640s |
| ret |      |      | Karel Abraham       | Aprilia | 19     | abandono   |
| ret |      |      | Thomas Walther      | Honda   | 19     | acidente   |
| ret |      |      | Eugene Laverty      | Honda   | 18     | acidente   |
| ret |      |      | Julian Simon        | Honda   | 14     | acidente   |
| ret |      |      | Imre Toth           | Aprilia | 13     | abandono   |
| ret |      |      | Dan Linfoot         | Aprilia | 4      | acidente   |
| ret |      |      | Alvaro Molina       | Aprilia | 4      | abandono   |
| ret |      |      | Joshua Sommer       | Honda   | 3      | abandono   |
| ret |      |      | Efren Vazquez       | Aprilia | 2      | acidente   |

## 125 cc
| Pos | Grid | País | Piloto             | Moto    | Voltas | Tempo      |
| --- | ---- | ---- | ------------------ | ------- | ------ | ---------- |
| 1   |      |      | Gabor Talmacsi     | Aprilia | 27     | 39:30.802s |
| 2   |      |      | Tomoyoshi Koyama   | KTM     | 27     | +3.532s    |
| 3   |      |      | Hector Faubel      | Aprilia | 27     | +3.610s    |
| 4   |      |      | Simone Corsi       | Aprilia | 27     | +4.444s    |
| 5   |      |      | Randy Krummenacher | KTM     | 27     | +11.851s   |
| 6   |      |      | Lukas Pesek        | Derbi   | 27     | +11.920s   |
| 7   |      |      | Sandro Cortese     | Aprilia | 27     | +17.271s   |
| 8   |      |      | Bradley Smith      | Honda   | 27     | +19.484s   |
| 9   |      |      | Pablo Nieto        | Aprilia | 27     | +20.950s   |
| 10  |      |      | Michael Ranseder   | Derbi   | 27     | +22.628s   |
| 11  |      |      | Joan Olive         | Aprilia | 27     | +26.044s   |
| 12  |      |      | Esteve Rabat       | Honda   | 27     | +27.096s   |
| 13  |      |      | Stefan Bradl       | Aprilia | 27     | +42.805s   |
| 14  |      |      | Georg Froehlich    | Honda   | 27     | +43.503s   |
| 15  |      |      | Mike Di Meglio     | Honda   | 27     | +44.402s   |
| 16  |      |      | Stefano Bianco     | Aprilia | 27     | +46.386s   |
| 17  |      |      | Robert Muresan     | Derbi   | 27     | +53.208s   |
| 18  |      |      | Steve Bonsey       | KTM     | 27     | +53.719s   |
| 19  |      |      | Alexis Masbou      | Honda   | 27     | +53.739s   |
| 20  |      |      | Robert Tamburini   | Aprilia | 27     | +53.887s   |
| 21  |      |      | Dominique Aegerter | Aprilia | 27     | +1:00.165s |
| 22  |      |      | Nicolas Terol      | Derbi   | 27     | +1:00.625s |
| 23  |      |      | Federico Sandi     | Aprilia | 27     | +1:09.928s |
| 24  |      |      | Andrea Iannone     | Aprilia | 27     | +1:16.082s |
| 25  |      |      | Hugo van den Berg  | Aprilia | 27     | +1:18.721a |
| 26  |      |      | Eric Huebsch       | Aprilia | 27     | +1:18.836s |
| 27  |      |      | Daniel Webb        | Honda   | 27     | +1:27.243s |
| 28  |      |      | Lorenzo Zanetti    | Aprilia | 26     | +1 volta   |
| 29  |      |      | Sebastian Eckner   | Honda   | 26     | +1 volta   |
| ret |      |      | Sergio Gadea       | Aprilia | 26     | abandono   |
| ret |      |      | Joey Litjens       | Honda   | 25     | abandono   |
| ret |      |      | Simone Grotzkyj    | Aprilia | 15     | abandono   |
| ret |      |      | Mattia Pasini      | Aprilia | 11     | abandono   |
| ret |      |      | Raffaele de Rosa   | Aprilia | 8      | abandono   |
| ret |      |      | Patrick Unger      | Aprilia | 1      | abandono   |
| ret |      |      | Pol Espargaro      | Aprilia | 1      | abandono   |
| NS  |      |      | Dino Lombardi      | Honda   | 0      |            |